# Pere Anton de Rocacrespa
Pere Anton de Rocacrespa (també anomenat en alguns documents de l'època "Pere Antoni" o "Antoni Pere") fou regent de la vegueria de Barcelona, Igualada, el Vallès, Moià i el Moianès; cavaller i algutzir durant el segle xv. També fou conseller i familiar del rei Joan II, i li van ser encarregades missions importants al llarg de la dècada de 1460. Sota la lloctinència de la reina Joana Enríquez, estigué amb la reina i el príncep Ferran a la Força de Girona, i apareix com a testimoni en documents de gràcies i privilegis de Joan II. La documentació de la cancelleria de Joan II, així com la seva rúbrica, ens fa saber que, en els cercles reials era conegut amb el nom de "mossèn Crespa".

## Segona guerra remença
Davant de la creixent revolta dels pagesos de remença, i de la seva proximitat a la ciutat de Barcelona, la Diputació envia una host encapçalada per Pere Anton de Rocacrespa a Montornès, on els pagesos dirigits per Bartomeu Sala s'havien atrinxerat al castell. Aquella missió que hauria hagut de ser repressiva, va resultar en una batalla i la derrota de la host barcelonina, amb un soldat i vuit cavalls morts. La resta van fugir en retirada.

## Commemoració
En honor de la batalla de Montornès, cada any, des del 1989, la colla de gegants de Montornès, reviuen aquell moment amb el "Ball de la Dansa de la Batalla" protagonitzat pels dos gegants del poble: el veguer Pere Anton de Rocacrespa i el pagès Bartomeu Sala.
El 7 de juny de 2014 s'estrenà a Montornès del Vallès "La Remençada", una obra de teatre musical escrita per Xavier Bertran i musicada per Xavier Baurier, una ficció basada en la vida de Bartomeu Sala i la seva família i companys, en la revolta remença i la batalla en què van derrotar el veguer Pere Anton de Rocacrespa.